# Saint-Michel-de-Bellechasse
Saint-Michel-de-Bellechasse es un municipio canadiense situado en la provincia de Quebec.

## Superficie
Saint-Michel-de-Bellechasse tiene una superficie de 43,08 km².

## Demografía
En 2021, tenía 1871 habitantes, una densidad poblacional de 43,4 hab./km², y 896 viviendas.